# Jurica Jurčec
Jurica Jurčec (* 4. April 2002 in Zabok) ist ein kroatischer Fußballspieler.

## Karriere

### Verein
Jurčec begann seine Karriere beim NK Tondach Bedekovčina. Zur Saison 2010/11 wechselte er in die Jugend von Dinamo Zagreb, in der er elf Jahre lang spielte. Im Februar 2020 stand er auch erstmals im Kader der Reserve Dinamos, für die er aber nie zum Einsatz kommen sollte. Zur Saison 2021/22 wechselte er nach Slowenien zum Zweitligisten NK Krško. Für Krško kam er in jener Spielzeit in allen 30 Partien in der 2. SNL zum Einsatz.
Zur Saison 2022/23 kehrte Jurčec in seine Heimat zurück und schloss sich dem Zweitligisten NK Jarun an. Für Jarun absolvierte er bis zur Winterpause 13 Spiele in der 2. HNL, in denen er einmal traf. Im Februar 2023 wechselte der Flügelstürmer zum österreichischen Bundesligisten SCR Altach. Sein Debüt in der Bundesliga gab er im selben Monat, als er am 17. Spieltag der Saison 2022/23 gegen den LASK in der Startelf stand. Insgesamt kam er für Altach zu vier Bundesligaeinsätzen. Im September 2023 wurde sein Vertrag aufgelöst. Anschließend wechselte er zum italienischen Drittligisten FC Crotone.

### Nationalmannschaft
Jurčec spielte zwischen 2017 und 2019 13 Mal für kroatische Jugendnationalteams.